# Доллерн
Доллерн (нім. Dollern) — громада в Німеччині, розташована в землі Нижня Саксонія. Входить до складу району Штаде. Складова частина об'єднання громад Горнебург.
Площа — 11,96 км2. Населення становить 2220 ос. (станом на 31 грудня 2021).